# ダム穴

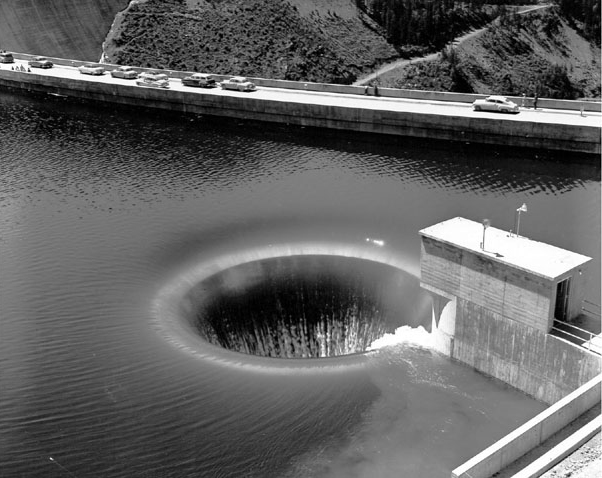
アメリカ・ハングリーホースダムに出現したダム穴（洪水吐に湖水が流入する様子）

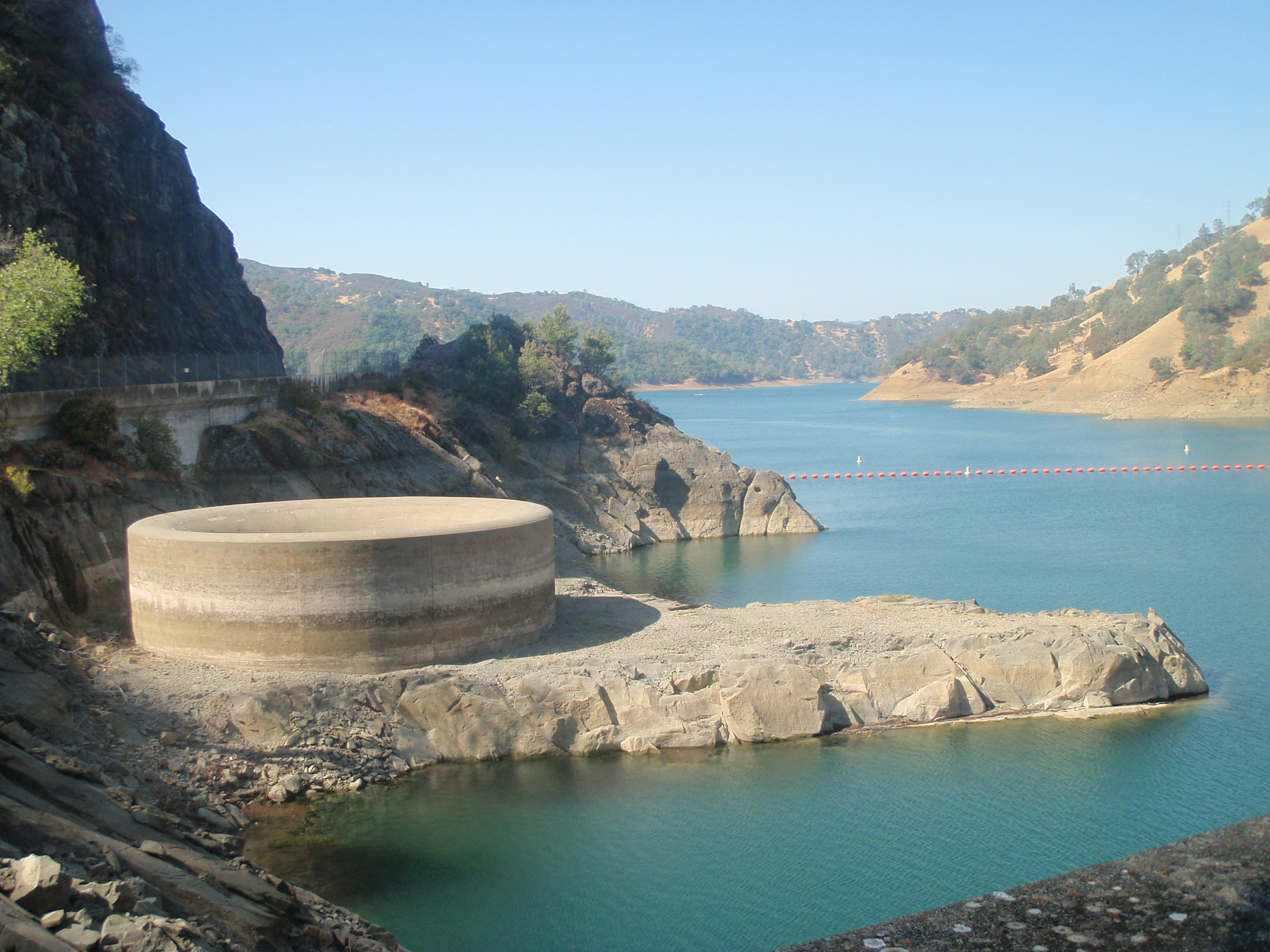
アメリカ・モンティセロダムのグローリーホール。水位が飲み口まで上昇することで「ダム穴」が出現する。

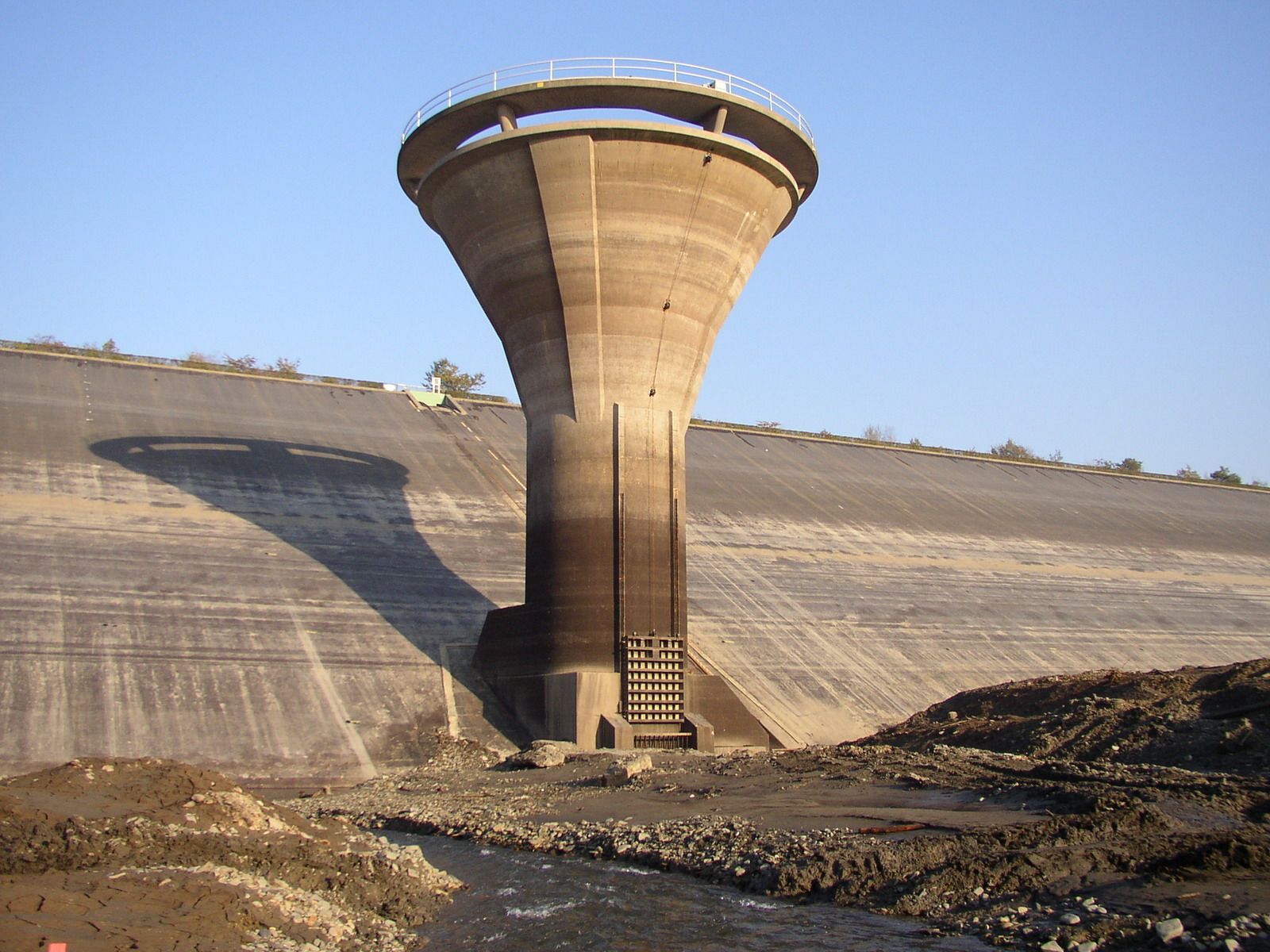
ドイツ・インナーシュテ＝シュタウ湖のグローリーホール。

ダム穴（ダムあな）とは、ダム湖やため池などの人造湖で、その水面にあたかも穴が空いたように見える光景に対して付けられた俗称である。

## ダム穴と呼ばれるものの正体
一般に、ダム湖やため池といった人造湖には、水位が一定以上とならないよう、余分な水を下流に放流（放水）する放流設備を備えており、これを洪水吐き（または余水吐、英: spillway）という。中でもその取水口が水上に突き出し真上に向いた物を、その形が”朝顔（モーニング・グローリー）”に似ていることから「グローリータイプ」、グローリーホール（英: glory hole）と呼ばれ、排水時に流入部周囲の水面にあたかも穴が空いたような光景を作り出す。これが、俗にダム穴（ダムあな）と呼ばれるものの正体である。
グローリーホールは、放水路へとつながる円筒形の管が水中（湖底）から立ち上がった構造をしている。流入部は真上に向けられており、その形状は楽器のラッパ、もしくは逆さにした釣鐘（英: inverted bell）にも見え、特にアサガオ（英: morning glory）の花に似ていることからモーニング・グロリーぜきといった呼び名もあり、また直線の刃形ぜきを丸めた円筒形状から円筒形刃形ぜきともいう。これらは水位が流入部の堤頂を越えたとき、周囲から中心部（クロッチという）に向かって水がいっせいに流れ込む。このとき水は互いに衝突し合い、クロッチの直上に泡（ボイルという）が発生する。水は内部を垂直に落下し、放水路を通じて下流に放流される。運用面では管路につまりができないよう、ごみの流入や凍結などに注意を払う必要がある。
日本では2000年代にインターネットの電子掲示板やブログなどのメディアを通じて紹介され、その異様な雰囲気の光景にいつしかダム穴という名前が付けられた。しかし、現状では日本のダムにおいてダム穴が見られる機会は少ない。建設された多くのダムでは、メンテナンス性から堤体（ダム本体）にスロープ状の洪水吐きを水門を伴って設けることがほとんどであり、真上を向きごみが落ちやすく保守・保全もしにくいグローリータイプを備える例が少ないためである。いわゆるダム穴が現れる構造をしているダムとしては、宮崎県にある芋洗谷ダムや、アメリカのモンティセロダム (Monticello Dam) などが有名である。